# АА (тепловоз)
АА (Андрій Андреєв) — дослідний маневровий тепловоз, побудований наприкінці 1933.

## Опис
Тепловоз був збудований на Калузькому машинобудівному заводі, призначався для маневрової роботи, а також для водіння приміських поїздів. На ньому був встановлений 6-циліндровий двотактний дизельний двигун типу 6Д22/28, який при частоті обертання 650 об/хв розвивав потужність 300 к. с. Проектування й побудова двигуна здійснювалася при консультації професора Гаккеля — розробника першого радянського тепловоза Щел1. Крутний момент від валу двигуна механічною передачею передавався на відбійний вал, а далі, через спарники, рушійним колісним парам. Коробка передач мала 4 ступеня, при цьому на максимальному ступені тепловоз розвивав швидкість до 51 км/год.
Особливістю тепловоза було те, що при його проектуванні використовувались елементи (гальма, букси, ресорне підвішування) паровоза Ов. На думку конструкторів, це мало полегшити його ремонт.
Тепловоз здійснив кілька дослідних поїздок, у ході яких виявилися значні дефекти двигуна. З цієї причини тепловоз АА не надійшов в експлуатацію.